# Bligh Water
Bligh Water är ett sund i Fiji. Det ligger i den norra delen av landet, 140 km norr om huvudstaden Suva.